# Thaumetopoea solitaria
Thaumetopoea solitaria là một loài bướm đêm thuộc họ Thaumetopoeidae. Nó được tìm thấy ở Anatolia (bao gồm Thổ Nhĩ Kỳ), on Cộng hòa Síp, phía đông đến Syria, Israel, Liban, Iraq và Iran.
Sải cánh dài 20–28 mm đối với con đực và 25–35 mm đối với con cái. Bướm mọc cánh từ tháng 8 đến tháng 9.
Ấu trùng ăn Pistacia therebinthus, Cupressus sempervirens và Fraxinus.